# Лагутин, Алексей Фёдорович
Алексей Фёдорович Лагутин (8 ноября 1922, Малое Станичное, Симбирская губерния — 16 февраля 1978, Ульяновск) — бригадир тракторной бригады Джурунской МТС Актюбинской области. Герой Социалистического Труда (11.01.1957).

## Биография
8 ноября 1922 году в селе Малое Станичное родился Алексей Лагутин. Закончил сельскую школу, окончил курсы тракториста и стал работать в местном колхозе.
Принял участие в освоение залежных целинных земель на территории Казахской ССР. В 1954 году поехал работать в Актюбинскую область. Бригадир тракторной бригады Джурунской МТС.
Комсомольско-молодёжная бригада из Ульяновской области была одной из лучших. По результатам работы именно ей было передано «Красное Знамя» от ЦК ВЛКСМ.
Указом от 11 января 1957 года за достижения высоких производственных результатов Алексей Лагутин был удостоен звания Герой Социалистического Труда.
После возвращения из Казахстана продолжал работать в Ульяновской области.
Умер 16 февраля 1978 года. Похоронен на кладбище «Заволжское-1» в Ульяновске.

## Награды
- Герой Социалистического Труда (медаль «Серп и Молот» и орден Ленина; 11.1.1957).